# Världsmästerskapet i schack 2012
Världsmästerskapet i schack 2012 var en titelmatch mellan den regerande världsmästaren Viswanathan Anand och utmanaren Boris Gelfand. Den spelades i Moskva mellan den 10 och 30 maj 2012. Matchen spelades över tolv ordinarie partier som slutade oavgjort, 6–6. Därefter följde fyra snabbschackpartier som slutade med att Anand behöll världsmästartiteln.

## Kandidatmatcher
Förutsättningarna för kvalificeringen till titelmatchen ändrades flera gångar under den pågående processen. Under 2009 bestämdes att det skulle ske som kandidatmatcher med åtta deltagare. 
Följande spelare kvalificerade sig: Veselin Topalov (förlorare i titelmatchen i världsmästerskapet i schack 2010), Levon Aronian och Teimour Radjabov (etta och tvåa i FIDE Grand Prix 2008–2010), Boris Gelfand (vinnare av FIDE World Cup 2009), Gata Kamsky (förlorare i utmanarmatchen i världsmästerskapet i schack 2010) samt Magnus Carlsen och Vladimir Kramnik (högst genomsnittlig rating från juli 2009 till januari 2010). Sjahrijar Mammadzjarov nominerades av arrangören som wild card.
I november 2010 meddelade dåvarande världstvåan Magnus Carlsen att han inte tänkte delta i kandidatmatcherna. Han ansåg att processen för att utse en utmanare var omodern och orättvis.  Till ersättare för Carlsen utsågs Alexander Grisjtjuk, trean i FIDE Grand Prix 2008–2010.
Kandidatmatcherna spelades i Kazan den 5 till 25 maj 2011. Boris Gelfand segrade och kvalificerade sig därmed för titelmatchen mot Anand.
|  | Kvartsfinaler          | Kvartsfinaler       |        |                     | Semifinaler | Semifinaler |  |               | Final | Final |  |  |  |  |
|  |                        |                     |        |                     |             |             |  |               |       |       |  |  |  |  |
|  | Veselin Topalov        | 1½                  |        |                     |             |             |  |               |       |       |  |  |  |  |
|  | Gata Kamsky            | 2½                  |        |                     |             |             |  |               |       |       |  |  |  |  |
|  | Gata Kamsky            | 2½                  |        | Gata Kamsky         | 2 (2)       |             |  |               |       |       |  |  |  |  |
|  |                        |                     |        | Gata Kamsky         | 2 (2)       |             |  |               |       |       |  |  |  |  |
|  |                        | Boris Gelfand       | 2 (4)  |                     |             |             |  |               |       |       |  |  |  |  |
|  | Sjahrijar Mammadzjarov | Boris Gelfand       | 2 (4)  | 1½                  |             |             |  |               |       |       |  |  |  |  |
|  | Sjahrijar Mammadzjarov |                     |        | 1½                  |             |             |  |               |       |       |  |  |  |  |
|  | Boris Gelfand          | 2½                  |        |                     |             |             |  |               |       |       |  |  |  |  |
|  | Boris Gelfand          | 2½                  |        |                     |             |             |  | Boris Gelfand | 3½    |       |  |  |  |  |
|  |                        |                     |        |                     |             |             |  | Boris Gelfand | 3½    |       |  |  |  |  |
|  |                        | Alexander Grisjtjuk | 2½     |                     |             |             |  |               |       |       |  |  |  |  |
|  | Levon Aronian          | Alexander Grisjtjuk | 2½     | 2 (1½)              |             |             |  |               |       |       |  |  |  |  |
|  | Levon Aronian          |                     |        | 2 (1½)              |             |             |  |               |       |       |  |  |  |  |
|  | Alexander Grisjtjuk    | 2 (2½)              |        |                     |             |             |  |               |       |       |  |  |  |  |
|  | Alexander Grisjtjuk    | 2 (2½)              |        | Alexander Grisjtjuk | 2 (3½)      |             |  |               |       |       |  |  |  |  |
|  |                        |                     |        | Alexander Grisjtjuk | 2 (3½)      |             |  |               |       |       |  |  |  |  |
|  |                        | Vladimir Kramnik    | 2 (2½) |                     |             |             |  |               |       |       |  |  |  |  |
|  | Teimour Radjabov       | Vladimir Kramnik    | 2 (2½) | 2 (3½)              |             |             |  |               |       |       |  |  |  |  |
|  | Teimour Radjabov       |                     |        | 2 (3½)              |             |             |  |               |       |       |  |  |  |  |
|  | Vladimir Kramnik       | 2 (4½)              |        |                     |             |             |  |               |       |       |  |  |  |  |

## Regler
Titelmatchen spelades över tolv partier. I varje parti hade spelarna 120 minuter på sig att göra sina första 40 drag och fick därefter ett tillägg på 60 minuter. När en spelare hade gjort sina första 60 drag fick denne ett tillägg på 15 minuter, och ett bonustillägg på 30 sekunder för varje ytterligare drag som gjordes.
Om matchen var oavgjord efter de första tolv partierna så spelades fyra partier snabbschack. Om det var oavgjort även efter dessa så spelades upp till fem matcher med två partier blixtschack, där den första spelaren att vinna en blixtmatch segrade. Om det fortfarande var oavgjort så avgjordes matchen i ett parti armageddon.

## Resultat
| Namn              | Rating | Ordinarie partier | Ordinarie partier | Ordinarie partier | Ordinarie partier | Ordinarie partier | Ordinarie partier | Ordinarie partier | Ordinarie partier | Ordinarie partier | Ordinarie partier | Ordinarie partier | Ordinarie partier | Tiebreak | Tiebreak | Tiebreak | Tiebreak | Poäng  |
| Namn              | Rating | 1                 | 2                 | 3                 | 4                 | 5                 | 6                 | 7                 | 8                 | 9                 | 10                | 11                | 12                | 13       | 14       | 15       | 16       | Poäng  |
| ----------------- | ------ | ----------------- | ----------------- | ----------------- | ----------------- | ----------------- | ----------------- | ----------------- | ----------------- | ----------------- | ----------------- | ----------------- | ----------------- | -------- | -------- | -------- | -------- | ------ |
| Viswanathan Anand | 2791   | ½                 | ½                 | ½                 | ½                 | ½                 | ½                 | 0                 | 1                 | ½                 | ½                 | ½                 | ½                 | ½        | 1        | ½        | ½        | 6 (2½) |
| Boris Gelfand     | 2727   | ½                 | ½                 | ½                 | ½                 | ½                 | ½                 | 1                 | 0                 | ½                 | ½                 | ½                 | ½                 | ½        | 0        | ½        | ½        | 6 (1½) |